# Zoltán Jeney
Zoltán Jeney (Szolnok, 4 de marzo de 1943-28 de octubre de 2019) fue un compositor húngaro. 

## Carrera musical
Estudió composición con Ferenc Farkas en la Academia de Música Ferenc Liszt, ubicada en Budapest, entre 1961 y 1966, y continuó con estudios de postgrado con Goffredo Petrassi en la Accademia Nazionale di Santa Cecilia en Roma los dos años siguientes (1967-1968).
En los años 1970 comenzó a componer siguiendo el estilo minimalista. Desde 1995, trabajó como jefe del Departamento de Composición en la Academia de Música Ferenc Liszt, donde había estudiado en su juventud. Varias de sus composiciones han sido lanzadas a la venta bajo el sello discográfico Hungaroton.